# Gnotus rugosus
Gnotus rugosus är en stekelart som beskrevs av Horstmann 1993. Gnotus rugosus ingår i släktet Gnotus och familjen brokparasitsteklar. Inga underarter finns listade i Catalogue of Life.